# Fockenstein
Der Fockenstein ist ein 1564 m ü. NHN hoher Berg in den Bayerischen Voralpen westlich des Tegernsees. Sein Panorama ist nach allen Seiten umfassend, vor allem sind weite Teile des Mangfallgebirges zu überblicken.

## Lage und Besteigungsmöglichkeiten
Der Gipfel liegt an der Grenze zwischen den Gemeinden Gaißach und Bad Wiessee und ist auf einer einfachen Bergwanderung vom Talort Bad Wiessee über die ganzjährig bewirtschaftete, auf 1.270 Metern Höhe gelegene Aueralm oder durch das Söllbachtal und den Stinkergraben zum Hirschtalsattel, von Lenggries über den Geierstein oder über das Hirschbachtal ebenfalls zum Hirschtalsattel erreichbar. Der Fockenstein wird auch häufig im Winter bestiegen, insbesondere im Rahmen einer eher einfachen Skitour. Während der Weg bis zur Aueralm meist problemlos bewältigbar ist, sind die steilen Gipfelhänge genau hinsichtlich ihrer Lawinengefahr zu beurteilen. Der Maximiliansweg von Füssen zum Königssee führt ebenfalls über den Fockenstein. Im Sommer sind für den Aufstieg von Bad Wiessee zwei Stunden und für den Abstieg 1,5 Stunden zu veranschlagen. Von Lenggries (ab Schloss Hohenburg) über den Hirschtalsattel muss man 2,5 Stunden für den Aufstieg und 2 Stunden für den Abstieg einrechnen.

## Karte
- Alpenvereinskarte Bayerische Alpen BY13 Mangfallgebirge West (1:25000)

## Bildergalerie

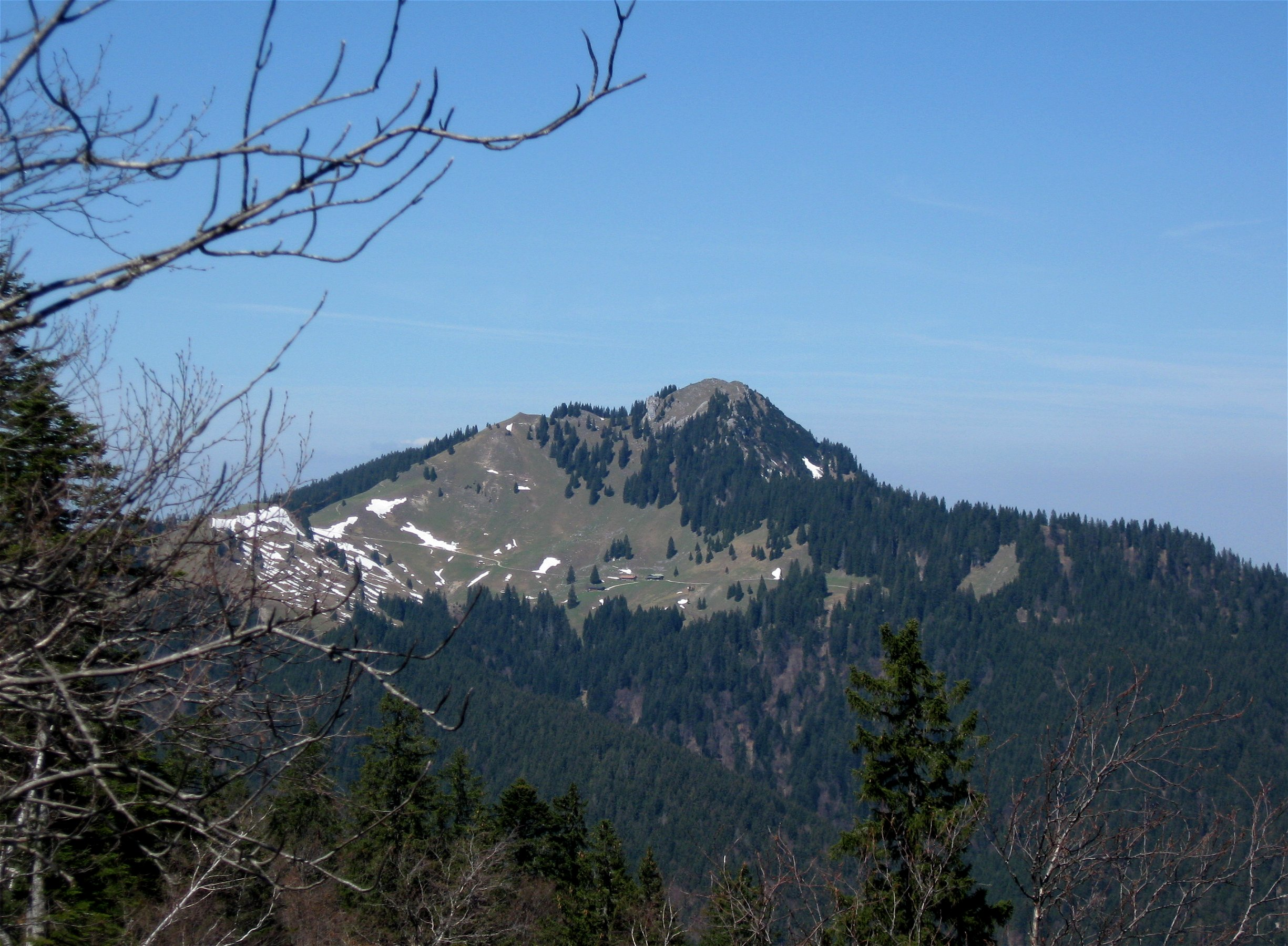
Fockenstein, Neuhüttenalm, vom Hirschberg gesehen
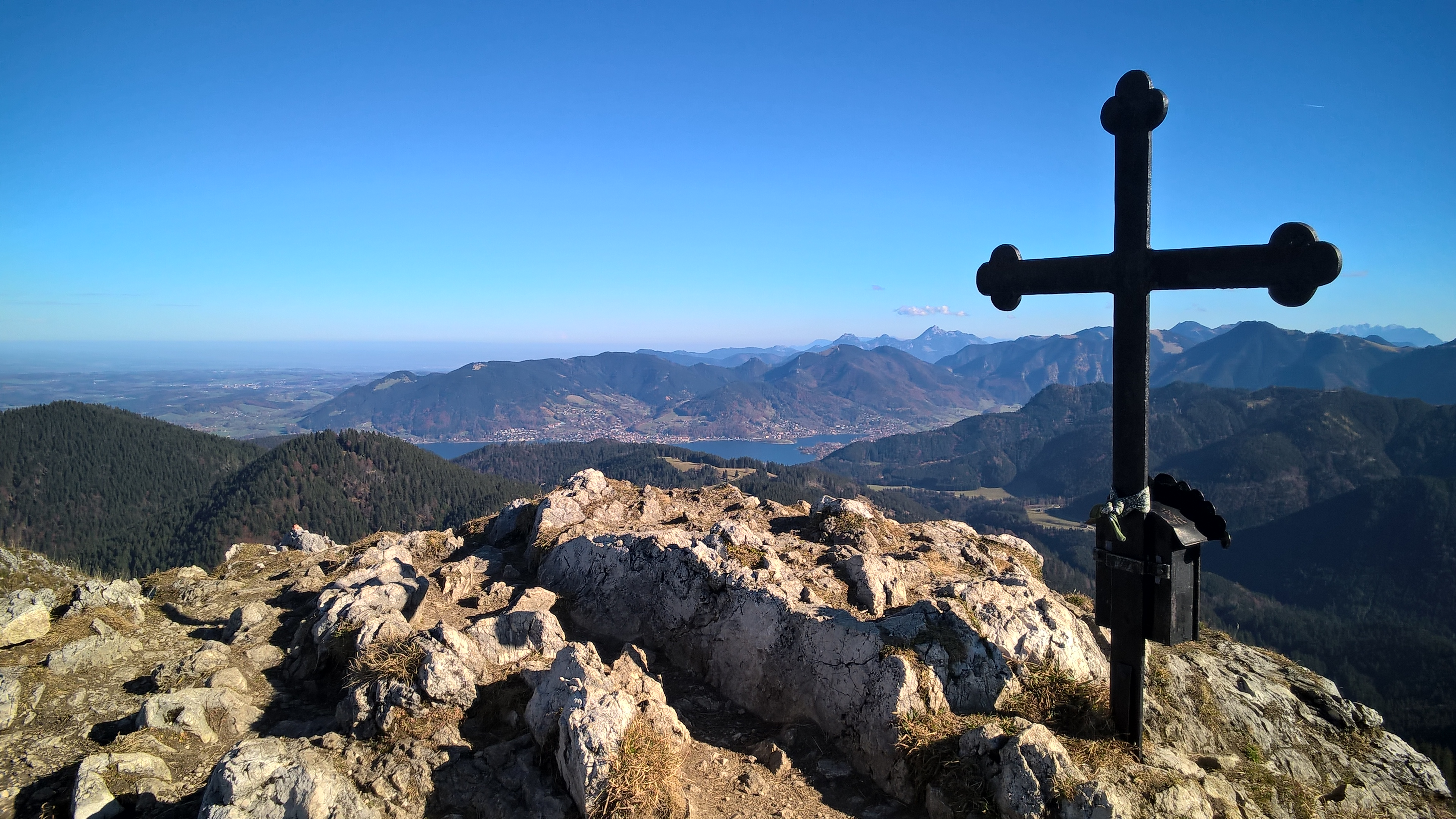
Gipfelkreuz mit Tegernsee im Hintergrund
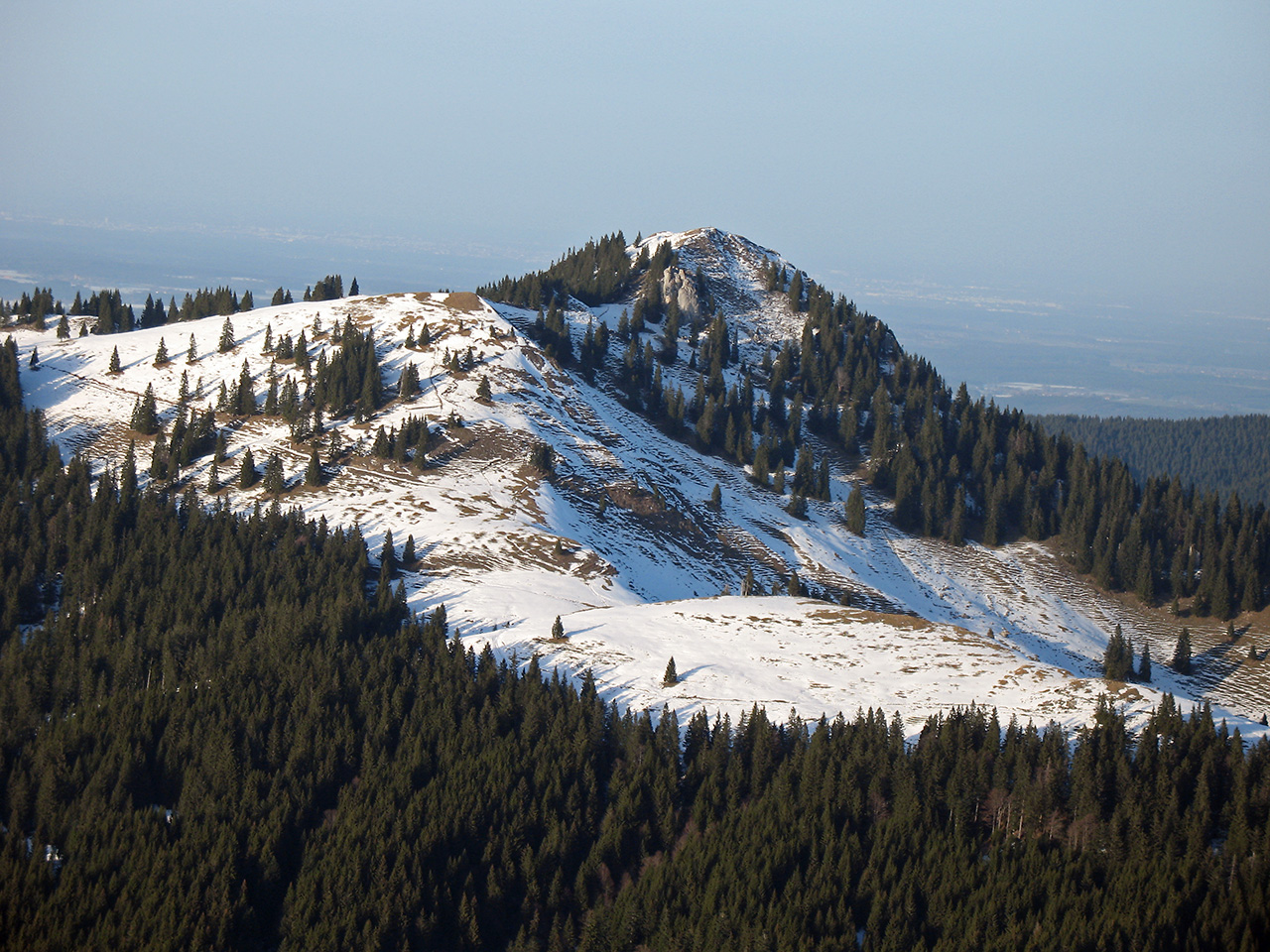
Südlicher Aufstieg